# 奧古斯特·密克
奧古斯特·密克（Auguste Miquel），法國數學家，曾發表數條圓和多邊形的定理，稱為密克定理。
他在楠蒂阿擔任數學助教時，1838年在約瑟夫·劉維爾的數學刊物發表數篇論文，論及曲線、圓的交、球的交。他在卡斯特爾學院任數學教師時，自1844年到1846年，分三部份發表幾何研究報告。

## 外部連結
以下連結到密克的原作（法文）：
- Sur quelques questions relatives à la Théorie des courbes (1838)（關於曲線論的問題數則） Gallica (BnF)
- Théorèmes de Géométrie (1838)（幾何定理數條） Gallica (BnF) （页面存档备份，存于）
- Théorèmes sur les Intersections des cercles et des sphères (1838)（圓和球的交的定理數條）  Gallica (BnF) （页面存档备份，存于）
- Mémoire de géométrie (1844)（幾何研究報告） Gallica (BnF) （页面存档备份，存于）
- Mémoire de Géométrie (deuxième partie) (1845)（幾何研究報告（第二部份）） Gallica (BnF) （页面存档备份，存于）
- Mémoire de géométrie (troisième partie) (1846)（幾何研究報告（第三部份）） Gallica (BnF)